# Peperomia velutina
Peperomia velutina là một loài thực vật có hoa trong họ Hồ tiêu. Loài này được Linden & André miêu tả khoa học đầu tiên năm 1872.